# Carlos Aragonés
Carlos Aragonés Espinoza (ur. 16 lutego 1956 w Yacuíbie) – boliwijski piłkarz występujący na pozycji ofensywnego pomocnika, w późniejszym czasie trener.
Aragonés urodził się i wychowywał mieście Yacuíba, pochodzi z ubogiej rodziny. Grę w piłkę nożną rozpoczynał na miejskich ulicach. W późniejszym czasie razem ze swoim bratem zapisał się do skromnej drużyny o nazwie Comercio, a następnie uczęszczał na treningi w lokalnym klubie Independiente. W 1974 roku wyjechał studiować inżynierię przemysłową do argentyńskiego miasta Salta. Tam jego talent do futbolu zauważył jeden z profesorów, który namówił go do dołączenia do tamtejszego zespołu Central Norte. Kilka miesięcy później przeszedł do innego klubu z Salty, Juventud Antoniana, przez lokalną prasę będąc mylnie uważanym za Argentyńczyka. Jego dobra gra zaowocowała wzrostem popularności w ojczyźnie i wówczas oferty złożyły mu dwa boliwijskie zespoły, Chaco Petrolero i The Strongest, jednak odrzucił je, chcąc skoncentrować się na studiach.
W 1975 roku Aragonés za namową trenera Mario Mercado powrócił do ojczyzny, podpisując kontrakt z drużyną Club Bolívar z miasta La Paz. Jednocześnie chciał kontynuować porzucone w Argentynie studia, jednak nie pozwoliła mu na to decyzja rządzącej wówczas w Boliwii dyktatury wojskowej o zamknięciu wszystkich uniwersytetów w kraju. W sezonie 1976 wywalczył z Bolívarem mistrzostwo kraju i sukces ten powtórzył również dwa lata później, podczas rozgrywek 1978. Jako gracz Bolívaru zdobył 64 bramki w 109 spotkaniach, kilkakrotnie brał udział w międzynarodowym turnieju Copa Libertadores. Stworzył skuteczny ofensywny duet z Jesúsem Reynaldo, z którym przyjaźnił się również prywatnie. Jest uważany za jedną z największych legend w historii klubu i idola kibiców Bolívaru.
W 1981 roku przeszedł do brazylijskiego SE Palmeiras z miasta São Paulo, jako następca Ademira, jednak nie odniósł z tym klubem żadnych sukcesów, regularnie trapiony przez kontuzje. W 1984 roku został zawodnikiem Coritiba FBC, gdzie przyczynił się do zdobycia pierwszego w historii klubu mistrzostwa Brazylii w 1985 roku, lecz w połowie rozgrywek ponownie powrócił do Boliwii. Tam zakończył karierę piłkarską w wieku zaledwie 29 lat jako zawodnik Club Destroyers z powodu poważnego urazu kolana.
W reprezentacji Boliwii Aragonés zadebiutował w 1977 roku, z miejsca zostając jej kluczowym graczem. Z powodzeniem występował w eliminacjach do Mistrzostw Świata 1978 i eliminacjach do Mistrzostw Świata 1982, jednak jego kadra nie zdołała się ostatecznie zakwalifikować na rozgrywane odpowiednio w Argentynie i Hiszpanii mundiale. W 1979 roku został powołany przez selekcjonera Ramiro Blacutta na turniej Copa América. Tam jego kadra narodowa po dwóch zwycięstwach i dwóch porażkach zajęła drugie miejsce w grupie, odpadając z rozgrywek, za to on sam dwukrotnie wpisał się na listę strzelców w wygranym 2:1 spotkaniu z Brazylią. Ogółem w reprezentacji zdobył piętnaście bramek w 31 spotkaniach, co daje mu pozycję trzeciego najlepszego strzelca w jej historii, po Joaquínie Botero i Víctorze Ugarte. Pełnił także funkcję kapitana boliwijskiej kadry.
Po zakończeniu kariery piłkarskiej Aragonés został dyrektorem sportowym boliwijskiej drużyny Club Blooming. Później współpracował jako asystent trenera z Raúlem Pino i Alcidesem Silveirą. Samodzielną pracę szkoleniowca rozpoczął w 1991 roku, kiedy to objął zespół Real Santa Cruz i prowadził go przez kolejne kilka miesięcy bez większych sukcesów. W 1992 roku został szkoleniowcem ekipy The Strongest z miasta La Paz i podczas sezonu 1993 zdobył z nią mistrzostwo Boliwii. Zaraz po tym sukcesie odszedł z drużyny, zostając asystentem Xabiera Azkargorty, selekcjonera reprezentacji Boliwii, kwalifikując się z nią na organizowane w Stanach Zjednoczonych Mistrzostwa Świata 1994, gdzie jego kadra odpadła w fazie grupowej. Później był także asystentem kolejnych szkoleniowców reprezentacji, Dušana Draškovicia oraz Antonio Lópeza, któremu w 1997 roku pomógł w dotarciu do finału rozgrywanego w Boliwii turnieju Copa América. Równocześnie prowadził reprezentacje młodzieżowe.
W 1997 roku Aragonés podpisał umowę z drużyną Club Blooming, którą prowadził z sukcesami przez kolejne kilka lat. W sezonie 1998 wywalczył z nim mistrzostwo Boliwii, a rok później, podczas rozgrywek 1999 powtórzył to osiągnięcie. W lutym 2000 został nowym selekcjonerem reprezentacji Boliwii, zastępując na tym stanowisku Héctora Veirę. W tej roli w 2001 roku wziął udział w Copa América, gdzie jego kadra po trzech porażkach nie zdołała wyjść z grupy, co zaowocowało rezygnacją Aragonésa z pracy w kadrze. W 2003 roku ponownie został szkoleniowcem Bloomingu, jednak tym razem notował z nim dużo gorsze wyniki i odszedł ze stanowiska parę miesięcy później. W 2004 roku prowadził Oriente Petrolero, a w 2005 roku Club Jorge Wilstermann, lecz nie potrafił nawiązać do sukcesów odnoszonych w The Strongest i Bloomingiem.
W 2005 roku Aragonés został trenerem Club Bolívar, którego barwy reprezentował już jako piłkarz. W jesiennym sezonie Apertura 2005 zdobył z nim wicemistrzostwo Boliwii, za to w wiosennych rozgrywkach Apertura 2006 wywalczył czwarty w karierze szkoleniowca tytuł mistrzowski. W 2006 roku odszedł z drużyny, zostając koordynatorem prowadzonej przez Erwina Sáncheza reprezentacji Boliwii i funkcję tę pełnił przez kolejne trzy lata. W 2010 po raz trzeci został trenerem Bloomingu i podobnie jak przed siedmioma laty nie odniósł z nim żadnego sukcesu. W marcu 2012 został dyrektorem sportowym Oriente Petrolero.
Aragonés, w swoich czasach grający nowocześnie rozgrywający, jest jednym z najlepszych graczy w historii boliwijskiego futbolu. Imponował panowaniem nad piłką, precyzyjnymi uderzeniami z dystansu i strzałami głową. Znany był z umiejętności wykończenia akcji ofensywnej, charyzmy, profesjonalizmu oraz inteligencji zarówno na boisku, jak i poza nim. Jako trener wzoruje się na szkole argentyńskiej Marcelo Bielsy i stylu gry FC Barcelona. Jego zespoły są ułożone taktycznie, grają widowiskowo i agresywnie, często stosują pressing.
Dwukrotnie żonaty, posiada czwórkę dzieci.